# Praski Vitti
Vitalij Petrovič Petrov, in russo Виталий Петрович Петров?, noto con lo pseudonimo di Praski Vitti in russo Праски Витти? (Algazino, 17 settembre 1936), è un pittore russo, di etnia ciuvascia. È anche muralista. Per il suo contributo all'arte, ha ricevuto l'Ordine dell'Amicizia, oltre ad alcuni premi internazionali.

## Biografia
Nato nel 1936 ad Algazino, ha studiato alla Scuola d'Arte di Čeboksary e, successivamente, alla  Scuola Superiore d'Arte Industriale dell'allora Leningrado, dove si è fermato fino al 1987, quando ha deciso di ritornare nella sua terra natale.
Ha illustrato i libri di poesia di Konstantin Vasil'evič Ivanov e di Andrej Andreevič Voznesenskij.
È autore di diversi murales in palazzi di Čeboksary, Iževsk, Kazan', Krasnokamsk, Kujbyšev, Kungur, Novočeboksarsk, Perm', Syzran' e  Togliatti.